# The Real People
The Real People sono un gruppo musicale rock britannico costituitosi a Liverpool nel 1988. Ne fanno parte i fratelli Tony Griffiths (basso, voce) e Chris Griffiths (chitarra, voce), Martin Lappin (chitarra) e Tony McGuigan (batteria).
Nel 1987 i fratelli Christopher (chitarra, voce) ed Anthony Griffiths detto Tony (basso, voce) ingaggiarono il batterista Dave Reilly, ex membro dei China Crisis, il tastierista Jay Norton, ex membro degli It's Immaterial, e il chitarrista Gordon Morgan, ex componente dei Black. Dave Reilly fu rimpiazzato da Tony Elson, il quale fu a sua volta sostituito da Garry Ford. Gordon Morgan fu rimpiazzato da Sean Simpson, poi da Alan Gillibrand e infine da Ian 'Sitar'.

## Storia
La band, influenzata dagli Stone Roses e dagli Inspiral Carpets, oltre che dal Mersey sound degli anni sessanta, iniziò a suonare nei locali di Liverpool e andò in tour con gli Inspiral Carpets. Dagli anni novanta fece da supporto a vari tour di Ocean Colour Scene, The Pixies, Simple Minds, David Bowie.
Gli JoJo & The Real People firmarono un contratto con l'imprenditore Mick Swift di Whitehouse Management di Bold Street, a Liverpool, nel 1986. Il primo contratto discografico risale al 1988 e fu stipulato con Polydor Records, dopo che Mick Swift aveva convinto Eddie Lundon dei China Crisis, band di Kirkby, a produrre il demo del loro singolo di debutto, One by One. La band siglò anche un contratto di pubblicazione con Polygram.
Nel 1989, con il manager Jeffrey Abbotts, la band fu scritturata con il nome di The Real People da CBS, per l'etichetta Columbia, anche se la CBS fu poi rilevata da Sony. Il gruppo intraprese un lungo tour che toccò Stati Uniti, Giappone ed Europa. Il primo album, The Real People, fu pubblicato nel 1991. Tutti i brani erano opera di Chris e Tony Griffiths. Il disco raggiunse il 59º posto della classifica britannica degli album.
Il secondo disco, Marshmellow Lane, sarebbe dovuto uscire per CBS, ma malgrado il singolo Believer fosse già entrato in classifica alla posizione numero 38 e un altro singolo, Too Much Too Young, fosse già comparso poco dopo, l'album non fu mai pubblicato. Nel 1996 fu pubblicata una compilation di nome Liverpool – The Calm Before the Storm, contenente vari brani inediti della band. Tony e Chris Griffiths aprirono degli studi di registrazione, i Realistic Studios, a Birkenhead, nella penisola di Wirral, e fondarono la propria etichetta discografica, Egg Records.
Il loro album seguente, What's on the Outside, pubblicato dalla loro etichetta indipendente, vide la luce nel 1996. Nel 2002 si vociferò di un nuovo album di nome Closer, ma non fu pubblicato.

## Il legame con gli Oasis
Ai Real People è legato il nome degli Oasis, nota band di Manchester. Nel 1988, durante il tour con gli Inspiral Carpets, Tony Griffiths incontrò Noel Gallagher, anch'egli roadie degli Inspiral Carpets. I due stabilirono una grande amicizia. Nel 1992 gli Oasis, nati da appena un anno, si rivolsero ai Real People per registrare il loro primo demo. Nacque così Live Demonstration, l'audiocassetta incisa al Pink Museum, studio di registrazione di Liverpool dei Real People, contenente il nucleo originario dell'album Definitely Maybe degli Oasis, disco che uscì nel 1994 e fu acclamato da pubblico e critica, dando il successo alla band di Manchester.
Noel Gallagher ha espresso più volte parole di stima nei confronti dei Real People, sottolineando l'importanza artistica che l'incontro tra le due band ebbe per il concepimento di Definitely Maybe. Fu proprio Tony Griffiths a esercitare un ruolo determinante nello spingere Noel a comporre Supersonic, irrompendo nella stanza dove la band si apprestava a registrare Bring It On Down e dicendo a Noel che la melodia improvvisata che aveva tirato fuori avrebbe potuto diventare una canzone di successo.
Chris e i Griffiths presero parte alle registrazioni del disco di debutto degli Oasis. Tony Griffiths contribuì alla realizzazione delle seconde voci di Supersonic, mentre Chris Griffiths collaborò alla scrittura del testo di Rockin' Chair nel 1993. Quest'ultimo brano, lato b del singolo Roll with It del 1995, fu poi incluso nella raccolta The Masterplan, uscita nel 1998. A Tony Griffiths e a Noel Gallagher si deve anche il testo di Columbia, mentre il ritornello della canzone sarebbe opera di Liam Gallagher.
Nel 2004 i fratelli Griffiths presero parte alle interviste condotte per la realizzazione del documentario contenuto nel DVD del decennale di Definitely Maybe.

## Discografia

### Album in studio
- The Real People (1991)
- What's On The Outside (1996)
- Closer (2002)
- Think Positive (2010)
- Marshmellow Lane (2012)

### Singoli
- One by One (1987)
- Lady Marmalade (1987)
- One by One (1987)
- Window Pane (1990)
- Open Up Your Mind (Let Me In) (1991)
- The Truth (1991)
- Believer (1992)
- Too Much Too Young (1992)
- Bring You Down (1995)
- The Real People EP (1995)
- Every Vision of You (1995)
- Rayners Lane (1996)
- Rolling Stone (1996)
- The People in the Telly (1997)